# Neuville-sur-Vanne
Pour les articles homonymes, voir Neuville.
Neuville-sur-Vanne, dénommée officiellement jusqu’au 3 octobre 2008 Neuville-sur-Vannes, est une commune française, située dans le département de l'Aube en région Grand Est. La commune inclut le hameau de Bourg de Partie.

## Géographie
|                     | Mesnil-Saint-Loup   |          |
| Aix-Villemaur-Palis | Neuville-sur-Vanne  | Estissac |
|                     | Villemoiron-en-Othe |          |

Située au cœur du Pays d'Othe aubois à 5 km au nord-est d'Aix-en-Othe (généralement vue comme la "capitale" du Pays d'Othe) et 25 km au sud-ouest de Troyes, la commune est traversée par la Vanne.

### Hydrographie
La commune est dans la région hydrographique « la Seine de sa source au confluent de l'Oise (exclu) » au sein du bassin Seine-Normandie. Elle est drainée par la Vanne, le canal 01 de la Pâture du Haut et le Fossé 01 de la Pâture du Haut,.
La Vanne, d'une longueur de 59 km, prend sa source dans la commune de Fontvannes et se jette  dans l'Yonne à Paron, après avoir traversé 22 communes.

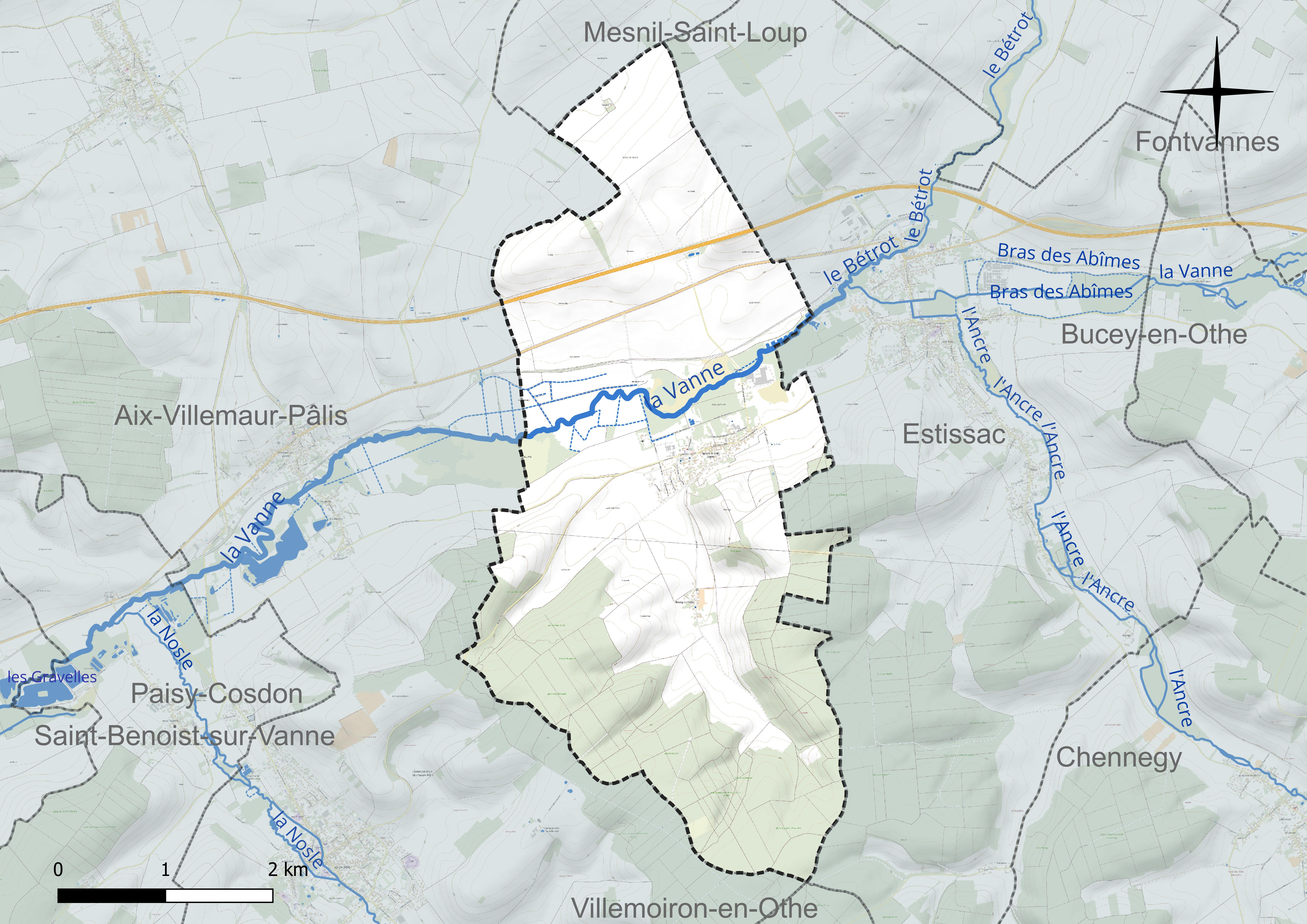
Réseau hydrographique de Neuville-sur-Vanne.

### Climat
Pour des articles plus généraux, voir Climat du Grand Est et Climat de l'Aube.
En 2010, le climat de la commune est de type climat océanique dégradé des plaines du Centre et du Nord, selon une étude du Centre national de la recherche scientifique s'appuyant sur une série de données couvrant la période 1971-2000. En 2020, Météo-France publie une typologie des climats de la France métropolitaine dans laquelle la commune est exposée à un climat océanique altéré et est dans la région climatique Nord-est du bassin Parisien, caractérisée par un ensoleillement médiocre, une pluviométrie moyenne régulièrement répartie au cours de l’année et un hiver froid (3 °C).
Pour la période 1971-2000, la température annuelle moyenne est de 10,5 °C, avec une amplitude thermique annuelle de 15,8 °C. Le cumul annuel moyen de précipitations est de 789 mm, avec 12,8 jours de précipitations en janvier et 7,8 jours en juillet. Pour la période 1991-2020, la température moyenne annuelle observée sur la station météorologique de Météo-France la plus proche, « Saint-Mards », sur la commune de Saint-Mards-en-Othe à 9 km à vol d'oiseau, est de 11,1 °C et le cumul annuel moyen de précipitations est de 759,6 mm. 
La température maximale relevée sur cette station est de 41,2 °C, atteinte le 25 juillet 2019 ; la température minimale est de −21,3 °C, atteinte le 2 janvier 1997,,.
Les paramètres climatiques de la commune ont été estimés pour le milieu du siècle (2041-2070) selon différents scénarios d'émission de gaz à effet de serre à partir des nouvelles projections climatiques de référence DRIAS-2020. Ils sont consultables sur un site dédié publié par Météo-France en novembre 2022.

## Urbanisme

### Typologie
Au 1er janvier 2024, Neuville-sur-Vanne est catégorisée commune rurale à habitat dispersé, selon la nouvelle grille communale de densité à 7 niveaux définie par l'Insee en 2022.
Elle est située hors unité urbaine. Par ailleurs la commune fait partie de l'aire d'attraction de Troyes, dont elle est une commune de la couronne,. Cette aire, qui regroupe 209 communes, est catégorisée dans les aires de 200 000 à moins de 700 000 habitants,.

### Occupation des sols
L'occupation des sols de la commune, telle qu'elle ressort de la base de données européenne d’occupation biophysique des sols Corine Land Cover (CLC), est marquée par l'importance des territoires agricoles (57,4 % en 2018), en diminution par rapport à 1990 (60 %). La répartition détaillée en 2018 est la suivante : 
terres arables (57,4 %), forêts (32,9 %), milieux à végétation arbustive et/ou herbacée (3,6 %), zones humides intérieures (3,2 %), zones urbanisées (2,8 %). L'évolution de l’occupation des sols de la commune et de ses infrastructures peut être observée sur les différentes représentations cartographiques du territoire : la carte de Cassini (XVIIIe siècle), la carte d'état-major (1820-1866) et les cartes ou photos aériennes de l'IGN pour la période actuelle (1950 à aujourd'hui).

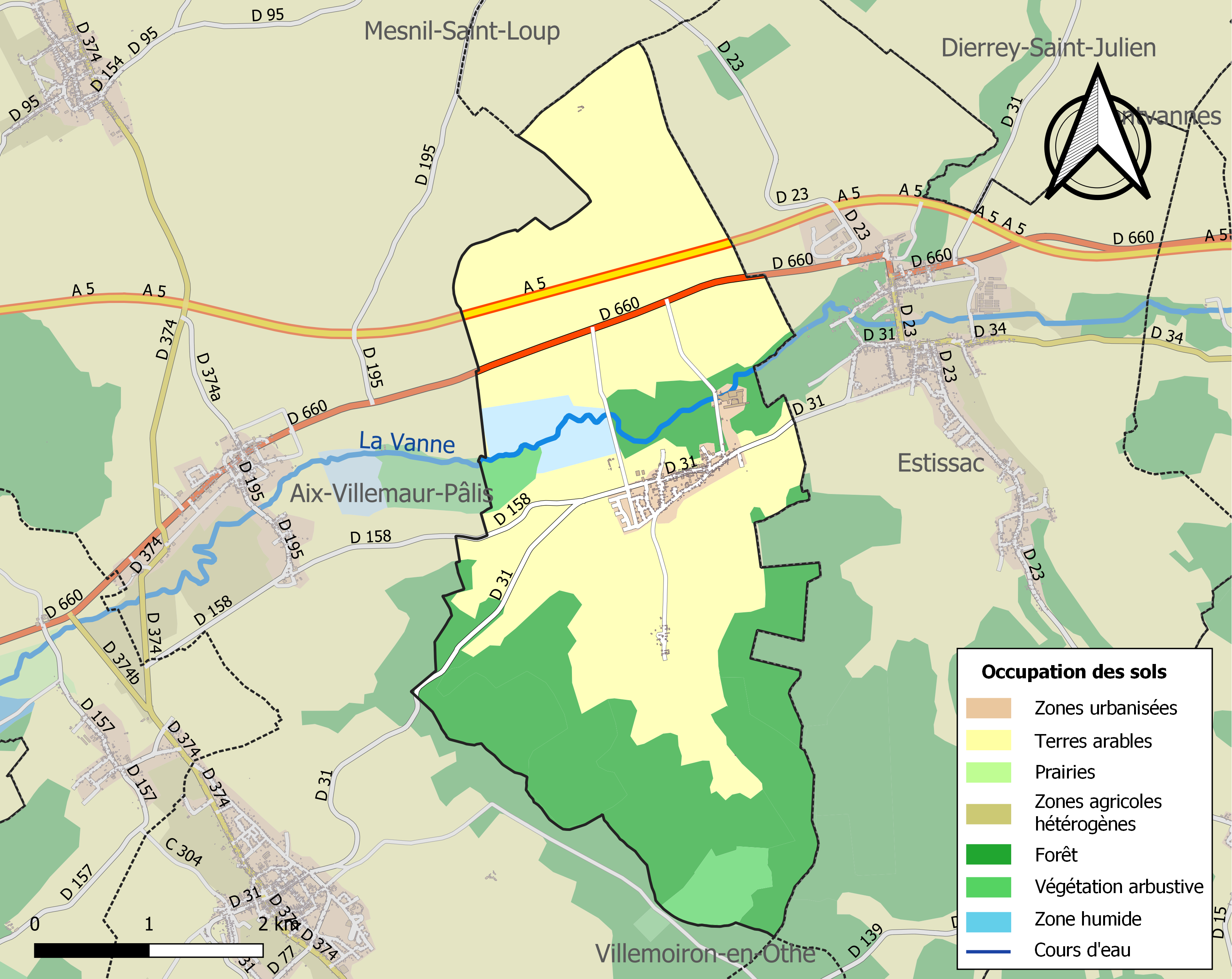
Carte des infrastructures et de l'occupation des sols de la commune en 2018 (CLC).

## Toponymie
Vanne est un toponyme désignant un  « retranchement construit dans une rivière pour fermer le passage aux poissons ».
Voir l'origine du mot vanne

## Histoire
Le territoire où se trouve Neuville a été occupé de longue date dans la préhistoire comme le prouvent les artefacts de la civilisation celtique retrouvés en ce lieu et qui sont conservés dans la collection des bronzes antiques de la Bibliothèque nationale (Catalogue de Rabelon et Blanchet n°513).
« La mémoire visible du village remonte à l'époque gallo-romaine, au lieu-dit de Logny, où s'élevait encore au XIIIe siècle le château du sieur du même nom. Les écrits de 1187 confirment l'existence du village de Novilla, dont les différents propriétaires des terres rendent foi et hommage aux barons de "Villemor". En 1241, prédomine la famille de Nuevella, mais il faudra attendre le XVe siècle pour que les terres de  "Bourde de Partie" & de "Novilla" soient réunies, temporairement, sous une même entité, par le seigneur de Scépéaux. Entretemps de multiples possesseurs de parcelles, d'ascendance chevalière, ducale, princière & royale sont enregistrés sur la prisée de "Villemor". »
La châtellenie de Neuville, contrairement aux seigneuries voisines, appartenait au Comte de Champagne et donc devenait, en 1284, dépendance royale.
•	La famille des Guillaume de Neuville pendant près de 2 siècles dès 1173,
•	Pierre de Rohan, seigneur de Gié et maréchal de France (1505),
• Damoiselle Perrette de Courcelles, qui reçut la terre de Neuville en 1514 de son père Georges de Courcelles pour son premier mariage avec Guillaume Drouart, seigneur de Rochefort. À la même période, Philippe, bâtard de Courcelles, fils naturel de Pierre de Courcelles, seigneur de Saint-Liébault, possédait le fief d'Oiselet en la seigneurie de Neuville, fief vendu en 1527 à la Collégiale Saint-Étienne de Troyes.
•	La famille d’Auquoy par l'alliance de Jacques d'Auquoy et de Perrette de Courcelles de Saint Liébault, de 1518 à 1630 puis de 1653 à 1664. Les familles d'Aulquoy & Thomelin se partagent la seigneurie en parts inégales : "Neufville" pour la première, "Bourde de Partie", le 1/5ème restant, pour les seconds, établissent leur château de "Bourde de Partie". Au début du XVIIe siècle, la Seigneurie de "Bourg de Partie" avait un droit de justice. Le château fort possédait donjon et dépendances.
•	Louis de Chomedey, écuyer du roi de 1631 à 1653. Le 15 février 1612 naît Paul au château du Sieur de Chomedey, époux en secondes noces de la Dame de Thomelin. Paul Chomedey de Maisonneuve (1612-1676) fondateur de Montréal. En 1651, Guillaume de Rouxel, mari de la fille de Jacques d'Aulquoy, décide d'accaparer la totalité des terres du village, en assassinant Jacqueline, la sœur de Paul, héritière des Thomelin. Condamné à être rompu vif, il mourra tranquillement dans son lit. C'est finalement la procédure administrative qui spoliera Paul de Chomedey, héritier sans descendance.
•	Se succèdent les familles Vassau, Maraillyon, Vuilleserin, puis Gense de 1721 à 1770. En 1765, Dame Louise de Gense, châtelaine de Neuville, Bourg de Partie & autres lieux, a permis la création de la première école du village, en faisant don d'un bâtiment pour instruire les enfants de la paroisse.
•	La famille Jaillant (Deschaînets) de 1771 à 1789. De 1778 à 1800, Neuville, qui relève de Chennegy, tout en conservant le statut d'arrière-fief de Villemaur - dont le baron le plus célèbre fut le chancelier Séguier - est créé en chef-lieu de canton regroupant : Aix en Othe, Bucey en Othe, Chennegy, & Villemaur. Position éphémère, dont le village conservera sa nouvelle appellation : Neuville sur Vanne. À noter que la folie du despotisme révolutionnaire de 1789 ne fit à Neuville aucunes représailles, le seigneur Antoine Nicolat Jaillant n’étant pas noble.
En 1784, le château de Bourg de Partie n'était plus qu'une ferme, dont il ne restait en 1910 que deux pièces de plain pied au toit élancé. En 1950, seul le mur d'enceinte côtés Est et Nord, délimitait les lieux qui n'étaient que pâturages et verger. Aujourd'hui cinq maisons occupent l'endroit. De la chapelle, seule une statue de saint Roch, conservée en l'église de Neuville, témoigne de l'importance du hameau qui comptait encore 58 habitants en 1860.

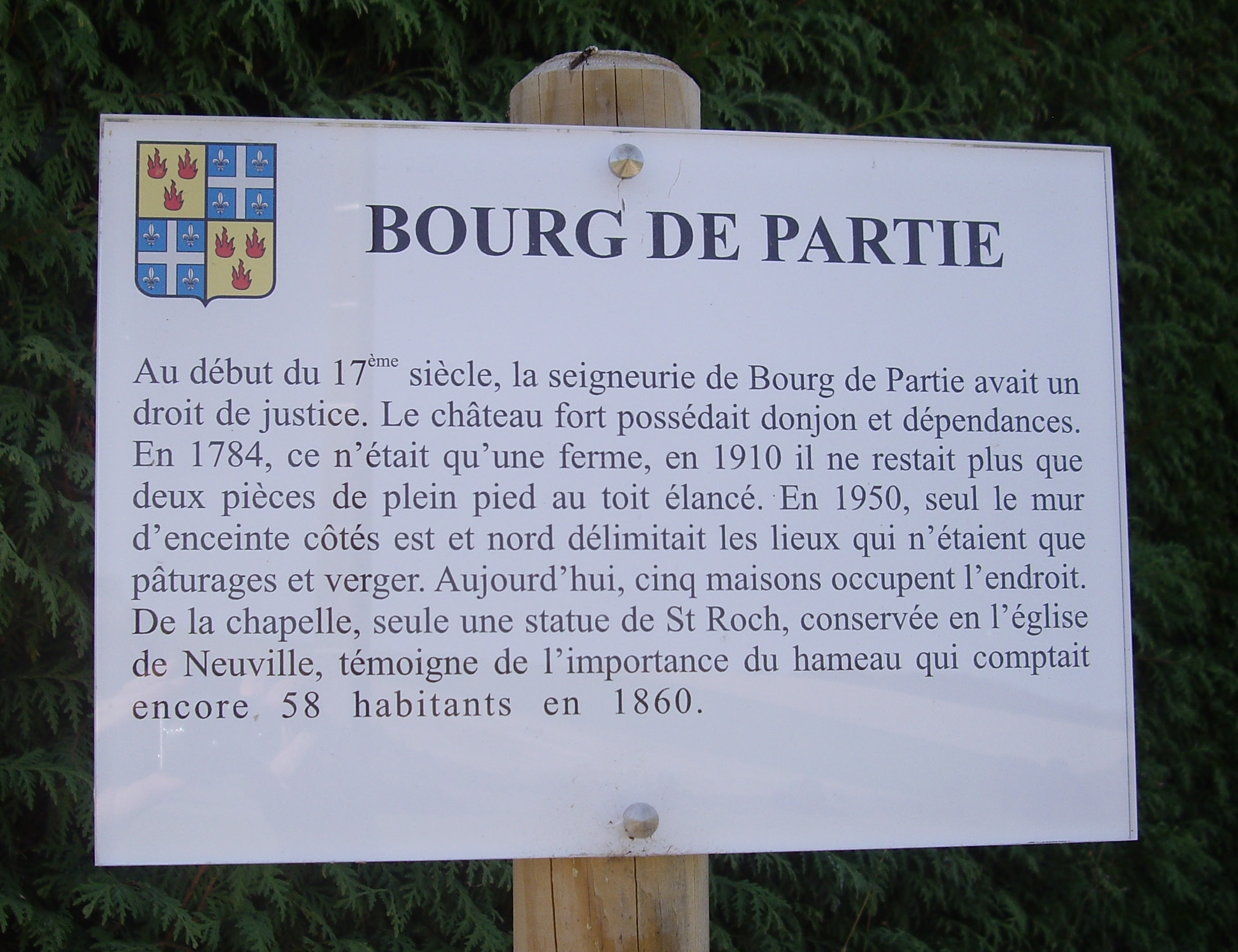

Politique et administration

### Liste des maires
| Période                                  | Période  | Identité                | Étiquette       | Qualité     |
| ---------------------------------------- | -------- | ----------------------- | --------------- | ----------- |
| 1857                                     |          | M. CAILLOT              |                 | -           |
| 1887                                     |          | M. Ulysse PARISET       |                 | -           |
| 19--                                     | 19--     | M. Eugène Frédéric Raby | -               | -           |
| 19--                                     | 1977     | M. Jean Raby            | -               | -           |
| 1977                                     | 1983     | M. Jacques Jouffrieau   | -               | -           |
| 1983                                     | 2020     | M. Jean-Pierre Vereecke | UDF puis NC-UDI | Agriculteur |
| 2020                                     | en cours | M. Etienne Ghisalberti  | -               | -           |
| Les données manquantes sont à compléter. |          |                         |                 |             |

### Jumelages
- Pointe-aux-Trembles (Canada) depuis 1974 (depuis 1982, un quartier de Montréal)
- Neuville (Québec) (Canada)

## Démographie
L'évolution du nombre d'habitants est connue à travers les recensements de la population effectués dans la commune depuis 1793. Pour les communes de moins de 10 000 habitants, une enquête de recensement portant sur toute la population est réalisée tous les cinq ans, les populations de référence des années intermédiaires étant quant à elles estimées par interpolation ou extrapolation. Pour la commune, le premier recensement exhaustif entrant dans le cadre du nouveau dispositif a été réalisé en 2006.

En 2022, la commune comptait 469 habitants, en évolution de +11,93 % par rapport à 2016 (Aube : +0,7 %, France hors Mayotte : +2,11 %).
| 1793 | 1800 | 1806 | 1821 | 1831 | 1836 | 1841 | 1846 | 1851 |
| ---- | ---- | ---- | ---- | ---- | ---- | ---- | ---- | ---- |
| 322  | 359  | 407  | 406  | 469  | 547  | 551  | 519  | 498  |

| 1856 | 1861 | 1866 | 1872 | 1876 | 1881 | 1886 | 1891 | 1896 |
| ---- | ---- | ---- | ---- | ---- | ---- | ---- | ---- | ---- |
| 516  | 499  | 497  | 500  | 500  | 464  | 443  | 428  | 422  |

| 1901 | 1906 | 1911 | 1921 | 1926 | 1931 | 1936 | 1946 | 1954 |
| ---- | ---- | ---- | ---- | ---- | ---- | ---- | ---- | ---- |
| 419  | 382  | 401  | 288  | 322  | 357  | 346  | 340  | 361  |

| 1962 | 1968 | 1975 | 1982 | 1990 | 1999 | 2006 | 2011 | 2016 |
| ---- | ---- | ---- | ---- | ---- | ---- | ---- | ---- | ---- |
| 423  | 393  | 312  | 340  | 327  | 340  | 432  | 421  | 419  |

| 2021 | 2022 | - | - | - | - | - | - | - |
| ---- | ---- | - | - | - | - | - | - | - |
| 458  | 469  | - | - | - | - | - | - | - |

## Culture locale et patrimoine

### Lieux et monuments
- Église Saint-Martin (XIIe siècle), un cadran solaire est situé sur le mur extérieur de la nef[30]. Construite sur l'emplacement d'une ancienne chapelle, l'église actuelle commencée en 1540 date de 1583. Paul de Chomedey y a été baptisé le 15 février 1612. Les chapelles latérales datent de 1773. Le clocher actuel est de 1826. Chaque rénovation a été réalisée à la suite de ventes de bois depuis 1647 jusqu'en 1956. La plus spectaculaire restauration (1926) a été réalisée grâce à la générosité des étudiants canadiens de Paris de la Sté Historique de Montréal, au journal La Presse, et à la ville de Montréal. Son aspect intérieur actuel date de 2001.
- Monument en hommage à Paul Chomedey de Maisonneuve.

### Personnalités liées à la commune
- Paul Chomedey de Maisonneuve (1612-1676), fondateur de Montréal.

### Héraldique
|  | Les armes de la ville se blasonnent ainsi : Écartelé : au 1er et au 4e d’or aux trois flammes de gueules, au 2e et au 3e d’azur à la croix d’argent cantonnée de quatre fleurs de lys du même. |